# 발트 연합공국
연합 발트 공국(독일어: Vereinigtes Baltisches Herzogtum, 에스토니아어: Balti Hertsogiriik, 라트비아어: Apvienotā Baltijas hercogiste)은 제1차 세계 대전 중에 독일 제국의 점령 상태에서 수립된 공국이다. 현재의 에스토니아, 라트비아에 걸쳐 있었다.
1917년 러시아 혁명으로 인해 해외로 망명한 러시아인 귀족들이 발트 독일인 귀족들과 함께 발트해 연안에 위치한 연합공국 수립을 제안했다. 독일 제국 군대는 러시아 혁명 직후에 쿠를란트, 리보니아로 진격했다.
1918년 1월 15일에는 라트비아가 러시아 제국으로부터 독립을 선언했고 1918년 2월 24일에는 에스토니아가 러시아 제국으로부터 독립을 선언했다. 에스토니아, 라트비아의 독립 선언은 1918년 3월 3일에 체결된 브레스트-리토프스크 조약을 통해 승인되었다.
독일은 에스토니아, 라트비아에 발트 독일인을 중심으로 한 연합공국을 수립하려는 계획을 세웠다. 발트 연합공국의 정치는 독일 제국의 군정 체제에서 전개되었다. 1917년 9월부터 1918년 3월 사이에는 발트 독일인이 주도한 발트 연합공국 의회가 소집되었다. 발트 연합공국 의회는 발트 독일인 35명, 에스토니아인 13명, 라트비아인 11명으로 구성되었다.
발트 연합공국은 쿠를란트, 리가, 라트갈레, 리보니아 북부, 리보니아 남부, 사레마섬, 에스토니아 7개 지역으로 구성된 연합공국으로서 리가를 수도로 정했다. 발트 연합공국 의회는 1918년 4월 12일에 열린 회의에서 발트 연합공국을 독일의 보호국 지위를 갖는 군주제 국가로 정의했다.
1918년 9월 22일에는 빌헬름 2세 황제가 발트 연합공국을 주권 국가로 승인했지만 독일 제국을 제외한 어느 나라도 발트 연합공국을 주권 국가로 승인하지 않았다. 1918년 11월 5일에는 발트 독일인 4명, 에스토니아인 3명, 라트비아인 3명으로 구성된 임시 섭정 위원회가 아돌프 프리드리히 추 메클렌부르크 대공자를 발트 연합공국의 공작으로 추대했지만 독일이 제1차 세계 대전에서 패전하면서 이 계획은 무산되고 만다.
1918년11월 18일에는 에스토니아가 독립을 선언했으며 1918년 11월 19일에는 라트비아가 독립을 선언했다. 1918년 11월 28일을 기해 발트 연합공국은 소멸되었다.

## 같이 보기
- 제1차 세계 대전의 여파
- 에스토니아 독립 전쟁
- 라트비아 독립 전쟁
- 리투아니아 왕국 (1918년)
- 핀란드 왕국 (1918년)
- 폴란드 섭정왕국
- 우크라이나국
- 발트 3국